# Тодд Роджерс
Тодд Роджерс  (англ. Todd Rogers; 30 вересня 1973) — американський пляжний волейболіст, олімпійський чемпіон.

## Виступи на Олімпіадах
| Олімпіада   | Дисципліна       | Місце |
| ----------- | ---------------- | ----- |
| Пекін 2008  | пляжний волейбол | 1     |
| Лондон 2012 | пляжний волейбол | =9    |